# Nasser Zahedi

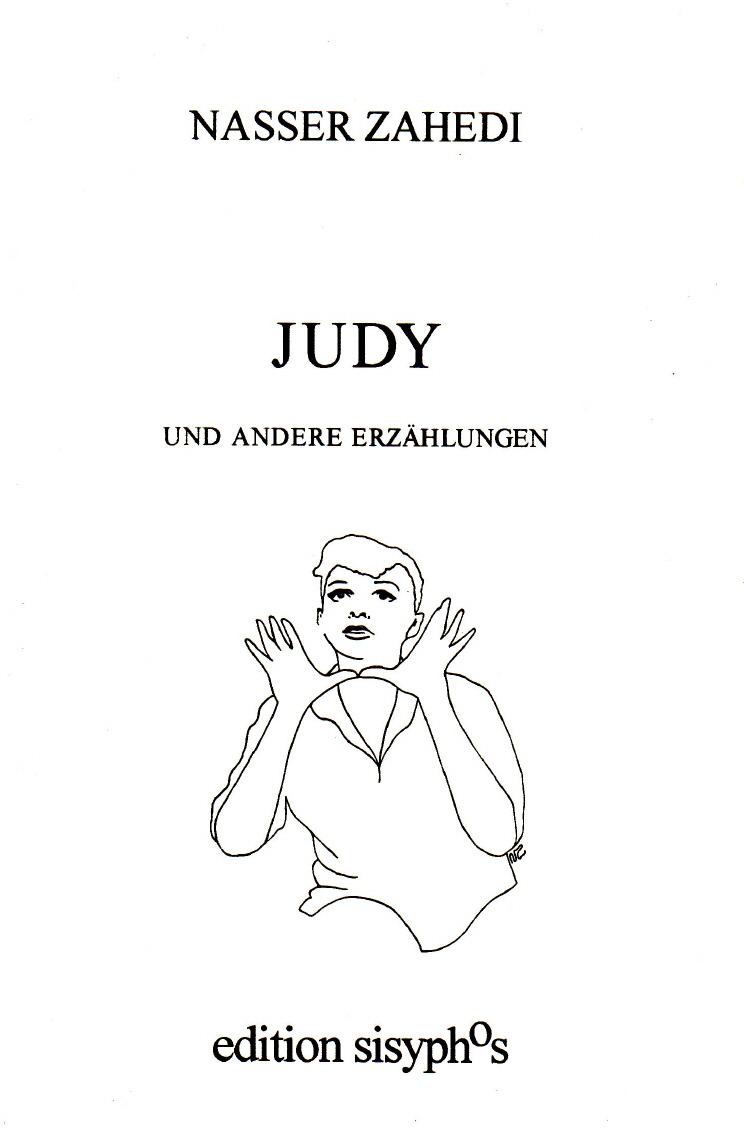
Titelblatt des Buches "Judy und andere Erzählungen" (1996)

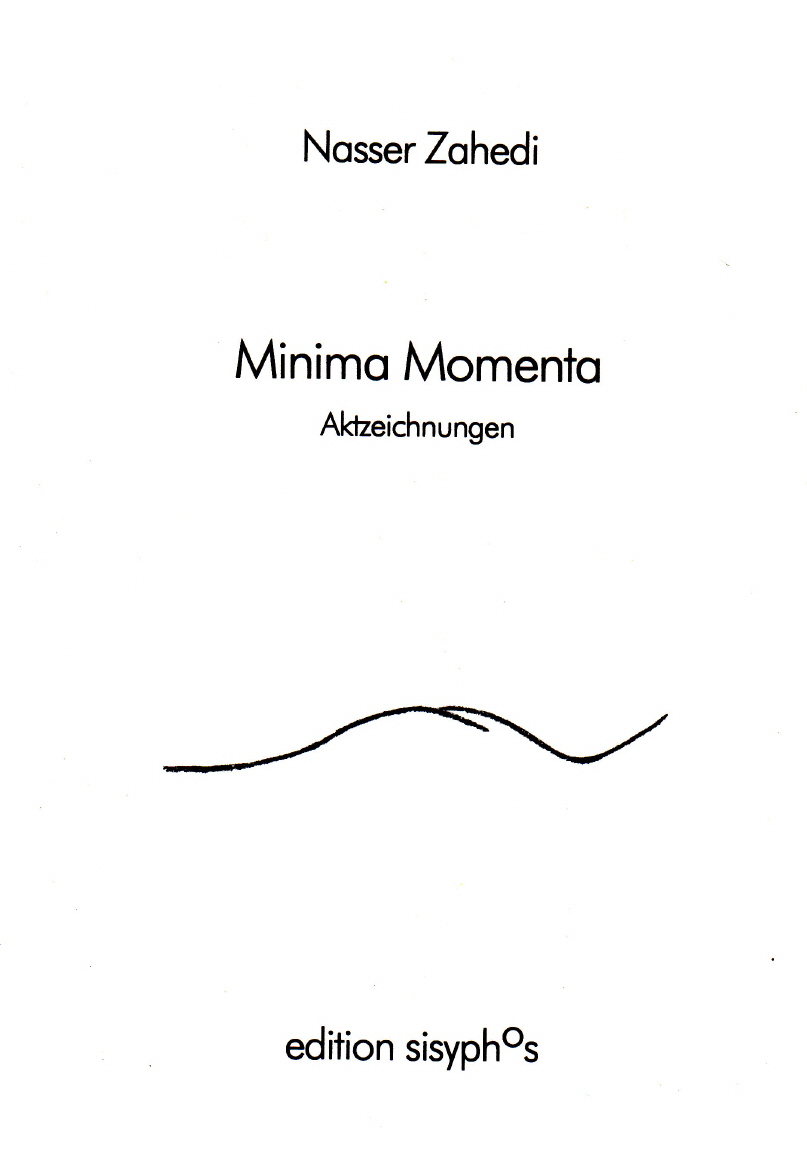
Minima Momenta

Nasser Zahedi (* 20. Mai 1961 in Ghom, Iran) ist ein deutscher Arzt, Autor, Übersetzer, Maler und Fotograf persischer Herkunft.

## Leben
Zahedi wuchs in Ghom auf. Nach dem Besuch der Mittelschule siedelte die Familie nach Teheran um, wo er das renommierte Gymnasium Alborz High School besuchte. Nach dem Abitur studierte er Medizin an der Universität Teheran. 1986 immigrierte er nach Deutschland und studierte weiter Medizin in der Universität zu Köln. Er promovierte in dem Medizinhistorischen Institut der Universität Bonn, gleichzeitig absolvierte er die Facharztausbildung als Gynäkologe und Geburtshelfer.
Zahedi ist seit 2002 mit dem Schwerpunkt Pränatale Diagnostik und Ambulante Operationen in der Stadt Leverkusen niedergelassen und lebt mit seiner Familie in Köln.

## Werk
Als Student im Iran arbeitete er bei den Zeitschriften wie Keyhan, "Zan-e Rooz" oder "Keyhan-e Bacheha" als Übersetzer und freier Autor. In seinen Schriften befasste er sich meistens mit dem Zustand der sozial Benachteiligten.
Parallel dazu schrieb er Kurzgeschichten und Erzählungen und beschäftigte sich mit Zeichnen und Fotografie.
In Deutschland veröffentlichte er eine Sammlung von Erzählungen. Das Buch "Judy" wurde von Isabel Stümpel-Hatami ins Deutsche übertragen und bei dem Verlag "edition-sisyphos" unter der Leitung von Gisela Haehnel veröffentlicht. Ebenso wurde eine Sammlung der Aktzeichnungen vom selben Verlag auf den Markt gebracht (Minima Momenta). Foto- und Zeichnungs-Ausstellungen erfolgten in Köln.
Auch in den Jahren in Deutschland übersetzte er weiterhin für Verlage im Iran.
Als Autor schreibt er für diverse deutsche medizinische Zeitschriften Beiträge zur Geschichte der Medizin.

## Werke (Auswahl)

### Bücher
- Judy und andere Erzählungen, Edition Sisyphos, Köln 1996, ISBN 3-928637-15-0
- Die Entwicklungsgeschichte der Geburtszange Berlin, LOB.de, Berlin 2003, ISBN 3-936427-27-5
- Minima Momenta - Aktzeichnungen, Edition Sisyphos, Köln 2005, ISBN 3-928637-37-1

### Zeitschriften
Mitarbeit bei
- Frauenarzt  ISSN 0016-0237
- Gyne   ISSN 0179-9185
- Der Privatarzt Gynäkologie  ISSN 2190-9326
- gyn - praktische Gynäkologie   ISSN 1432-2870
- Ärztliche Praxis - Gynäkologie   ISSN 1436-2627
- derm - praktische Dermatologie   ISSN 1436-2627
- Forum  Hals-, Nasen-, Ohrenheilkunde   ISSN 0949-7633
- Päd – Praktische Pädiatrie   ISSN 0949-7641
- topgyn.info    ISSN 0949-7641

### Ausstellungen
- "Über uns und die Medien" - (Einzelausstellung, Köln 1994)
- "Zeichnungen" Eine Auswahl - (Gemeinsame Ausstellung, Köln 1997)
- "Über uns und die Vogelscheuchen" - (Einzelausstellung, Köln 2003)
- "Wir sind nicht anders" Menschen mit Behinderung  - (Einzelausstellung, Köln 2010)
- "Minima Momenta" Aktzeichnungen - (Einzelausstellung, Köln 2011)
- "Stadtbilder-Verzerrt" Fotoausstellung - (Einzelausstellung, Köln 2014)